# Yunnanilus
Yunnanilus és un gènere de peixos de la família dels balitòrids i de l'ordre dels cipriniformes.
Es troba a la Xina (Yunnan, Guangxi i Sichuan), Myanmar (el llac Inle i l'Estat Shan) i el Vietnam, incloent-hi el llac Dian i els rius Salween, Perla i Xi Jiang.

## Taxonomia
- Yunnanilus altus (Kottelat & Chu, 1988)[3]
- Yunnanilus analis (Yang a Wu, 1990)[4]
- Yunnanilus bajiangensis (Li, 2004)
- Yunnanilus beipanjiangensis (Li, Mao & Sun a Li, Mao, Sun & Lu, 1994)[5]
- Yunnanilus brevis (Boulenger, 1893)[6]
- Yunnanilus caohaiensis (Ding, 1992)[7]
- Yunnanilus chui (Yang, 1991)[8]
- Yunnanilus cruciatus (Rendahl, 1944)[9]
- Yunnanilus discoloris (Zhou & He, 1989)[10]
- Yunnanilus elakatis (Cao & Zhu, 1989)[11]
- Yunnanilus forkicaudalis (Li a Li, Wu, Xu, Gao, Chen, Wu & Wang, 1999)[12]
- Yunnanilus ganheensis (An, Liu & Li, 2009)[13]
- Yunnanilus jinxiensis (Zhu, Du & Chen, 2009)
- Yunnanilus longibarbatus (Gan, Chen & Yang, 2007)[14]
- Yunnanilus longibulla (Yang a Wu, 1990)[4]
- Yunnanilus longidorsalis (Li, Tao & Lu, 2000)[15]
- Yunnanilus macrogaster (Kottelat & Chu, 1988)[3]
- Yunnanilus macroistainus (Li a Li, Wu, Xu, Gao, Chen, Wu & Wang, 1999)[16]
- Yunnanilus macrolepis (Li, Tao & Mao, 2000)[15]
- Yunnanilus nanpanjiangensis (Li, Mao & Lu a Li, Mao, Sun & Lu, 1994)[5]
- Yunnanilus niger (Kottelat & Chu, 1988)[3]
- Yunnanilus nigromaculatus (Regan, 1904)[17]
- Yunnanilus obtusirostris (Yang in Yang & Chen, 1995)[8]
- Yunnanilus pachycephalus (Kottelat & Chu, 1988)[3]
- Yunnanilus paludosus (Kottelat & Chu, 1988)[3]
- Yunnanilus parvus (Kottelat & Chu, 1988)[3]
- Yunnanilus pleurotaenia (Regan, 1904)[17]
- Yunnanilus pulcherrimus (Yang, Chen & Lan, 2004)[18]
- Yunnanilus sichuanensis (Ding, 1995)[19]
- Yunnanilus spanisbripes (An, Liu & Li, 2009)
- Yunnanilus tigerivinus (Li & Duan, 1999)[20]
- Yunnanilus yangzonghaiensis (Cao & Zhu, 1989)[21][22][23][24][2][25][26][27]